# 新北九州空港連絡橋
新北九州空港連絡橋は、福岡県北九州市小倉南区と同県京都郡苅田町に跨る北九州空港（新門司沖土砂処分場・苅田沖土砂処分場）と、空港対岸部の苅田港新松山地区（新松山臨海工業団地）を結ぶ福岡県道245号新北九州空港線の道路橋（海上橋）。九州本土から北九州空港へアクセスする唯一の手段である。橋長は2,100mで、2006年の開通から2015年1月31日に沖縄県の伊良部大橋が開通するまで、通行料無料の橋として日本最長であった。2006年度土木学会田中賞受賞。

## 概要
設計はスピングラス・アーキテクツが担当し、アーチ部分は頂部に向かって六角形に変形していくという、ねじれたデザインが採用された。また、橋の本土側入口周辺部分は「人が訪れたくなる公共空間」として、公園として使えるように整備され、展望所として供用されている。現在、連絡橋は空港を利用する車やバスの往来だけでなく、散策やランニングが楽しめる人気コースとなっている。
北九州空港周辺に航空自衛隊の築城基地があり、戦闘機は離陸直後、発見を逃れるために低空飛行を必要とする場合があることから、アーチの高さが抑えられている。